# Flute Falls
Die Flute Falls sind ein Wasserfall im Westland-Nationalpark in der Region West Coast auf der Südinsel Neuseelands. Er liegt im Lauf des Mills Creek, der hinter dem Wasserfall in nordwestlicher Fließrichtung in den Fox River mündet, den Schmelzwasserfluss des Fox-Gletschers. Seine Fallhöhe beträgt 15 Meter.